# Omertà (romanzo)
Omertà è un romanzo statunitense scritto da Mario Puzo, pubblicato postumo nel 2000 dalla Random House. In Italia è pubblicato da Sonzogno.
Questo romanzo viene considerato il capitolo conclusivo delle vicende mafiose raccontate da Mario Puzo, dopo Il padrino del 1969, e L'ultimo padrino del 1996.

## Trama
L'anziano capomafia Don Raymond Aprile, ormai stanco, ha deciso di ritirarsi a vita privata. Volendo proteggere i suoi tre figli, impegnati in professioni oneste e rispettabili, e mantenere allo stesso tempo il controllo delle sue attività finanziarie, Don Raymond chiama dalla Sicilia il nipote adottivo Salvatore Viola, addestrato in Inghilterra in raffinate tecniche bancarie.
Tuttavia, Don Tommaso Portella, il boss della cosca rivale, coglie al volo il ritiro dalle scene del rivale mafioso per scatenare una guerra senza quartiere che coinvolgerà fortemente gli Aprile e il giovane Viola, spingendoli a scontrarsi con una nuova generazione di mafiosi per i quali onore e libertà suonano come valori dimenticati, mentre il tradimento si trasforma in una pratica comune per accumulare potere.